# CCCF-kampioenschap
Het CCCF-kampioenschap was een voetbaltoernooi voor landenteams dat werd georganiseerd door de in 1938 opgerichte Confederación Centroamericana y del Caribe de Fútbol (CCCF), tot 1961 de voetbalbond voor de landen in Centraal-Amerika en het Caraïbische gebied.
In 1941 werd het eerste toernooi georganiseerd. In 1961 werd de tiende en laatste editie gespeeld. Nadat de CCCF en de in 1947 opgerichte North American Football Confederation (NAFC) in 1961 samengingen in de CONCACAF werd het CONCACAF kampioenschap georganiseerd (de directe voorloper van de CONCACAF Gold Cup) en verving deze het CCCF- en het NAFC kampioenschap.

## Overzicht
| Jaar         | Gastland    | Winnaar     | 2e                   | 3e          | 4e          | Overige deelnemers                                       |
| ------------ | ----------- | ----------- | -------------------- | ----------- | ----------- | -------------------------------------------------------- |
| 1941 Details | Costa Rica  | Costa Rica  | El Salvador          | Curaçao     | Panama      | Nicaragua                                                |
| 1943 Details | El Salvador | El Salvador | Guatemala            | Costa Rica  | Nicaragua   |                                                          |
| 1946 Details | Costa Rica  | Costa Rica  | Guatemala            | El Salvador | Honduras    | Panama, Nicaragua                                        |
| 1948 Details | Guatemala   | Costa Rica  | Guatemala            | Panama      | Curaçao     | El Salvador                                              |
| 1951 Details | Panama *    | Panama      | Costa Rica           | Nicaragua   |             |                                                          |
| 1953 Details | Costa Rica  | Costa Rica  | Honduras             | Guatemala   | Curaçao     | El Salvador, Nicaragua, Panama                           |
| 1955 Details | Honduras    | Costa Rica  | Curaçao              | Honduras    | El Salvador | Aruba, Guatemala, Cuba                                   |
| 1957 Details | Curaçao     | Haïti       | Curaçao              | Honduras    | Panama      | Cuba                                                     |
| 1960 Details | Cuba        | Costa Rica  | Nederlandse Antillen | Honduras    | Suriname    | Cuba                                                     |
| 1961 Details | Costa Rica  | Costa Rica  | El Salvador          | Honduras    | Haïti       | Cuba, Guatemala, Panama Nederlandse Antillen, Nicaragua, |

1951: De geringe deelname was te wijten aan een polio-epidemie; Costa Rica nam met een B-elftal deel.

## Resultaten
| Team                 | 1941 | 1943 | 1946 | 1948 | 1951 | 1953 | 1955 | 1957 | 1960 | 1961 | Toernooien |
| -------------------- | ---- | ---- | ---- | ---- | ---- | ---- | ---- | ---- | ---- | ---- | ---------- |
| Aruba                |      |      |      |      |      |      | 5e   |      |      |      | 1          |
| Costa Rica           | 1e   | 3e   | 1e   | 1e   | 2e   | 1e   | 1e   |      | 1e   | 1e   | 9          |
| Cuba                 |      |      |      |      |      |      | 7e   | 5e   | 5e   | GF   | 4e         |
| Curaçao              | 3e   |      |      | 4e   |      | 4e   | 2e   | 2e   |      |      | 5e         |
| Nederlandse Antillen |      |      |      |      |      |      |      |      | 2e   | GF   | 2          |
| El Salvador          | 2e   | 1e   | 3e   | 5e   |      | 5e   | 4e   |      |      | 2e   | 7e         |
| Guatemala            |      | 2e   | 2e   | 2e   |      | 3e   | 6e   |      |      | GF   | 6e         |
| Haïti                |      |      |      |      |      |      |      | 1e   |      | 4e   | 2          |
| Honduras             |      |      | 4e   |      |      | 2e   | 3e   | 3e   | 3e   | 3e   | 6e         |
| Nicaragua            | 5e   | 4e   | 6e   |      | 3e   | 6e   |      |      |      | GF   | 6e         |
| Panama               | 4e   |      | 5e   | 3e   | 1e   | 7e   |      | 4e   |      | GF   | 7e         |
| Suriname             |      |      |      |      |      |      |      |      | 4e   |      | 1          |
| Total                | 5    | 4    | 6    | 5    | 3    | 7    | 7    | 5    | 5    | 9    |            |

|    | Legenda    |
| -- | ---------- |
| 1e | Kampioen   |
| 2e | Tweede     |
| 3e | Derde      |
| 4e | Vierde     |
| GF | Groepsfase |
|    | Gastland   |